# Dorfkirche Güsen

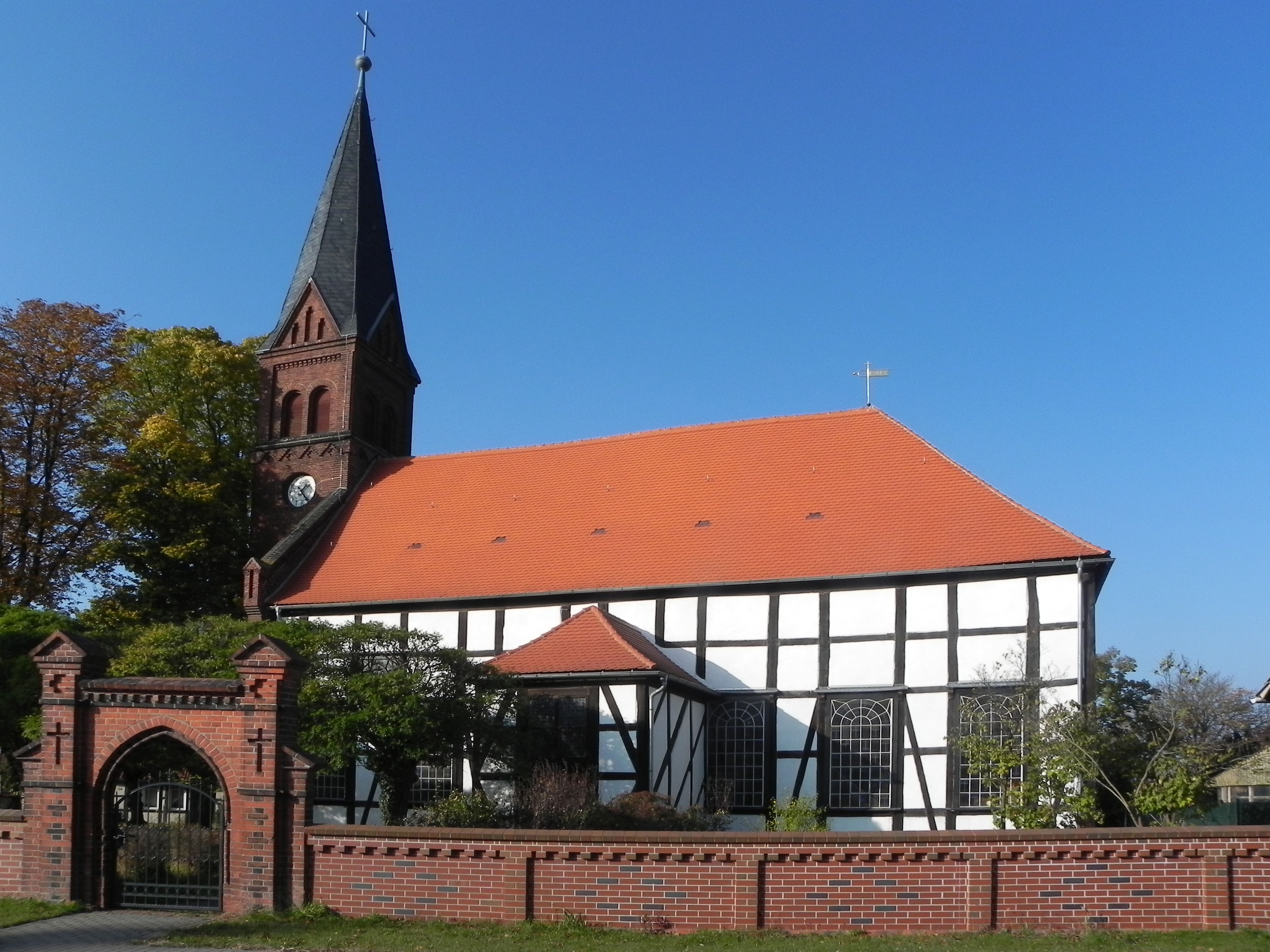
Die evangelische Kirche von Güsen

Die Dorfkirche Güsen ist das evangelische Gotteshaus von Güsen (Sachsen-Anhalt).

## Geschichte
Die in den Jahren von 1680 bis 1700 erbaute evangelische Kirche von Güsen steht am nördlichen Ende der Hauptstraße Breiter Weg. Sie ersetzte eine aus dem Mittelalter stammende Feldsteinkirche, die wohl im Dreißigjährigen Krieg zerstört wurde. Das Gebäude besteht aus dem Kirchenschiff, das in Fachwerkständerbauweise errichtet wurde, und dem der Romanik nachempfundenen Kirchturm aus Backsteinen mit einem achtseitigen Spitzhelm. 
Der schlanke, quadratische, neoromanische Backsteinturm mit einem achtseitigen Spitzhelm wurde 1878/79 angebaut, nachdem ein Jahr zuvor der bisherige Fachwerkturm abgerissen worden war. 
Dem Kirchenschiff ist im Süden eine Vorhalle, ebenfalls im Fachwerkstil, angefügt. Schiff und Vorhalle tragen ein mit Ziegeln gedecktes dreiseitiges Walmdach, die Turmspitze ist mit Schiefern versehen. Das Kircheninnere trägt eine gewölbte Decke, an der West- und Nordseite sind Emporen angebracht. Der Altaraufsatz ist mit fast lebensgroßen Figuren geschmückt, die den auferstandenen Christus mit Petrus und Paulus darstellen. Im mit Strahlen versehenen Aufsatzgiebel ist Gott dargestellt. Zusammen mit der Kanzel stammen diese Einrichtungsgegenstände aus der Zeit des Baubeginns. Der als Kelch ausgebildete Taufstein stammt noch aus romanischer Zeit, es gibt eine 1597 in Magdeburg gegossene Glocke und die kleine Orgel wurde 1850 gebaut. Hinter dem Altar sind zwei Grabsteine aus den Jahren 1720 und 1729 aufgestellt.